# NGC 1350
NGC 1350 — спиральная галактика с перемычкой в созвездии Печь размером примерно с нашу галактику (130 тыс. световых лет в диаметре). Находится на расстоянии 85 млн световых лет от Земли.
Объект обладает плотными спиральными рукавами, которые практически замыкаются, образуя псевдокольцо.
В галактике вспыхнула сверхновая SN 1959A. Её пиковая звёздная величина составила 16.
Галактика, возможно, входит в Скопление Печи, но её принадлежность неясна из-за расстояния. Вероятно, она проецируется на скопление.
Галактика NGC 1350 входит в состав группы галактик NGC 1316. Помимо NGC 1350 в группу также входят ещё 22 галактики.